# ローレンス・バトラー
ローレンス・エバン・バトラー（Lawrence Evan Butler, 2000年7月10日 - ）は、アメリカ合衆国ニュージャージー州バーリントン郡バーリントン出身のプロ野球選手（外野手）。右投左打。MLBのアスレチックス所属。

## 経歴

### プロ入りとアスレチックス時代
2018年のMLBドラフト6巡目（全体173位）でオークランド・アスレチックスから指名されプロ入り。傘下のルーキー級アリゾナリーグ・アスレチックスでプロデビューし、46試合に出場して打率.226、1本塁打、15打点の成績を記録した。
2019年はA−級バーモント・レイクモンスターズで55試合に出場して打率.177、4本塁打、22打点の成績を記録した。
2020年は新型コロナウイルスの影響でマイナーリーグの試合が開催されず、公式戦への出場はなかった。
2021年はA級ストックトン・ポーツで開幕を迎え、シーズン途中にA＋級ランシング・ラグナッツへ昇格。2チーム合計で102試合に出場して打率.273、19本塁打、75打点の成績を記録した。
2022年はA＋級ランシングとルーキー級アリゾナ・コンプレックスリーグでプレーし、2チーム合計で84試合に出場して打率.265、11本塁打、41打点の成績を記録した。オフにルール・ファイブ・ドラフトでの流出を防ぐために40人枠に登録された。
2023年8月11日のワシントン・ナショナルズ戦でメジャーリーグデビューを果たした。この年は42試合に出場して、打率.211、4本塁打、10打点を記録した。
2024年は7月中旬以降に1番打者として定着し、125試合に出場して、打率.262、22本塁打、57打点、18盗塁、OPS.807を記録した。
2025年3月11日に7年6550万ドルでの契約延長が発表された。

## 詳細情報

### 年度別打撃成績
| 年 度    | 球 団    | 試 合 | 打 席 | 打 数 | 得 点 | 安 打 | 二 塁 打 | 三 塁 打 | 本 塁 打 | 塁 打 | 打 点 | 盗 塁 | 盗 塁 死 | 犠 打 | 犠 飛 | 四 球 | 敬 遠 | 死 球 | 三 振 | 併 殺 打 | 打 率 | 出 塁 率 | 長 打 率 | O P S |
| -------- | -------- | ----- | ----- | ----- | ----- | ----- | -------- | -------- | -------- | ----- | ----- | ----- | -------- | ----- | ----- | ----- | ----- | ----- | ----- | -------- | ----- | -------- | -------- | ----- |
| 2023     | OAK      | 42    | 129   | 123   | 10    | 26    | 4        | 0        | 4        | 42    | 10    | 0     | 0        | 0     | 1     | 4     | 0     | 1     | 35    | 5        | .211  | .240     | .341     | .581  |
| 2024     | OAK      | 125   | 451   | 412   | 63    | 108   | 24       | 2        | 22       | 202   | 57    | 18    | 0        | 0     | 4     | 35    | 1     | 0     | 108   | 8        | .262  | .317     | .490     | .807  |
| MLB：2年 | MLB：2年 | 167   | 580   | 535   | 73    | 134   | 28       | 5        | 26       | 244   | 67    | 18    | 0        | 0     | 5     | 39    | 1     | 1     | 143   | 13       | .250  | .300     | .456     | .756  |

- 2024年度シーズン終了時

### 年度別守備成績
| 年 度 | 球 団 | 中堅（CF） | 中堅（CF） | 中堅（CF） | 中堅（CF） | 中堅（CF） | 中堅（CF） | 右翼（RF） | 右翼（RF） | 右翼（RF） | 右翼（RF） | 右翼（RF） | 右翼（RF） |
| 年 度 | 球 団 | 試 合      | 刺 殺      | 補 殺      | 失 策      | 併 殺      | 守 備 率   | 試 合      | 刺 殺      | 補 殺      | 失 策      | 併 殺      | 守 備 率   |
| ----- | ----- | ---------- | ---------- | ---------- | ---------- | ---------- | ---------- | ---------- | ---------- | ---------- | ---------- | ---------- | ---------- |
| 2023  | OAK   | 41         | 81         | 1          | 0          | 1          | 1.000      | 2          | 1          | 0          | 0          | 0          | 1.000      |
| 2024  | OAK   | 2          | 2          | 0          | 0          | 0          | 1.000      | 123        | 251        | 2          | 4          | 1          | .984       |
| MLB   | MLB   | 41         | 83         | 1          | 0          | 1          | 1.000      | 125        | 252        | 2          | 4          | 1          | .984       |

- 2024年度シーズン終了時

### 記録
MiLB
- オールスター・フューチャーズゲーム選出：1回（2023年）

### 背番号
- 22（2023年）
- 4（2024年 - ）